# Subaru 360
La Subaru 360 est la première voiture construite par la division automobile de Fuji Heavy Industries, Subaru.

## Commercialisation
Cette voiture, commercialisée de 1958 à 1971, est sortie deux ans après la création de Fuji Heavy Industries Subaru. Il s'agissait d'une keijidosha dont la règlementation à l'époque imposait de rester sous les 3 mètres de long. À partir de 1969, l'arrivée de la petite R2 plus moderne met la 360 sur la touche, jusqu'à la fin de sa production en 1971.

## Moteur
Le moteur est un 2 cylindres 2 temps de 356 cm3 monté transversalement à l'arrière. À  sa sortie, la Subaru 360 pouvait rouler jusqu'à 83 km/h avec quatre passagers.

## Design
Avec un design rappelant celui de la Beetle (Coccinelle) de Volkswagen, assez épuré pour l'époque, cette voiture était l'une des plus petites de sa catégorie.

## Performances
La 360 affichait des performances modestes au départ pour une "Beetle like" puisqu'elle dépassait à peine les 80 km/h à sa sortie, soit à peu près les performances d'une Citroën 2CV en France à la même époque.
La 360 verra toutefois son moteur passer de 16 à 23 ch dès 1960 avec une vitesse de pointe portée à 102 km/h, puis à 25 ch et 110 km/h en 1968. La même année arrive une version appelée Young SS dont le petit 356 cm³ gonflé à bloc affiche 36 ch et permet d'atteindre les 120 km/h.

## Variantes

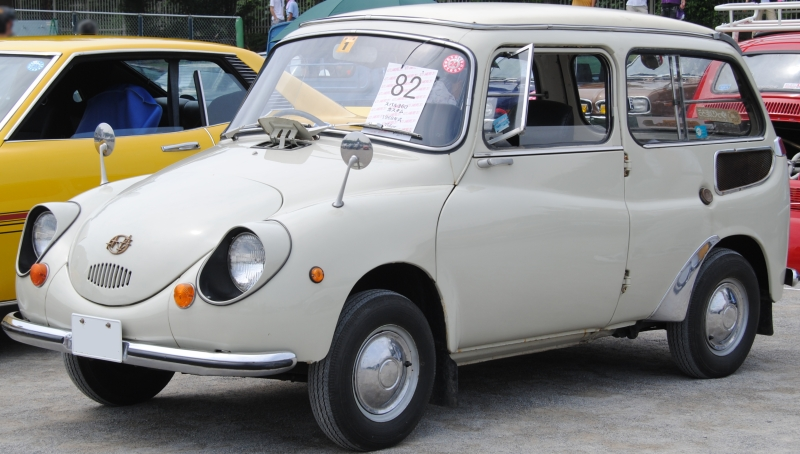
Le break 360,
appelé Custom.

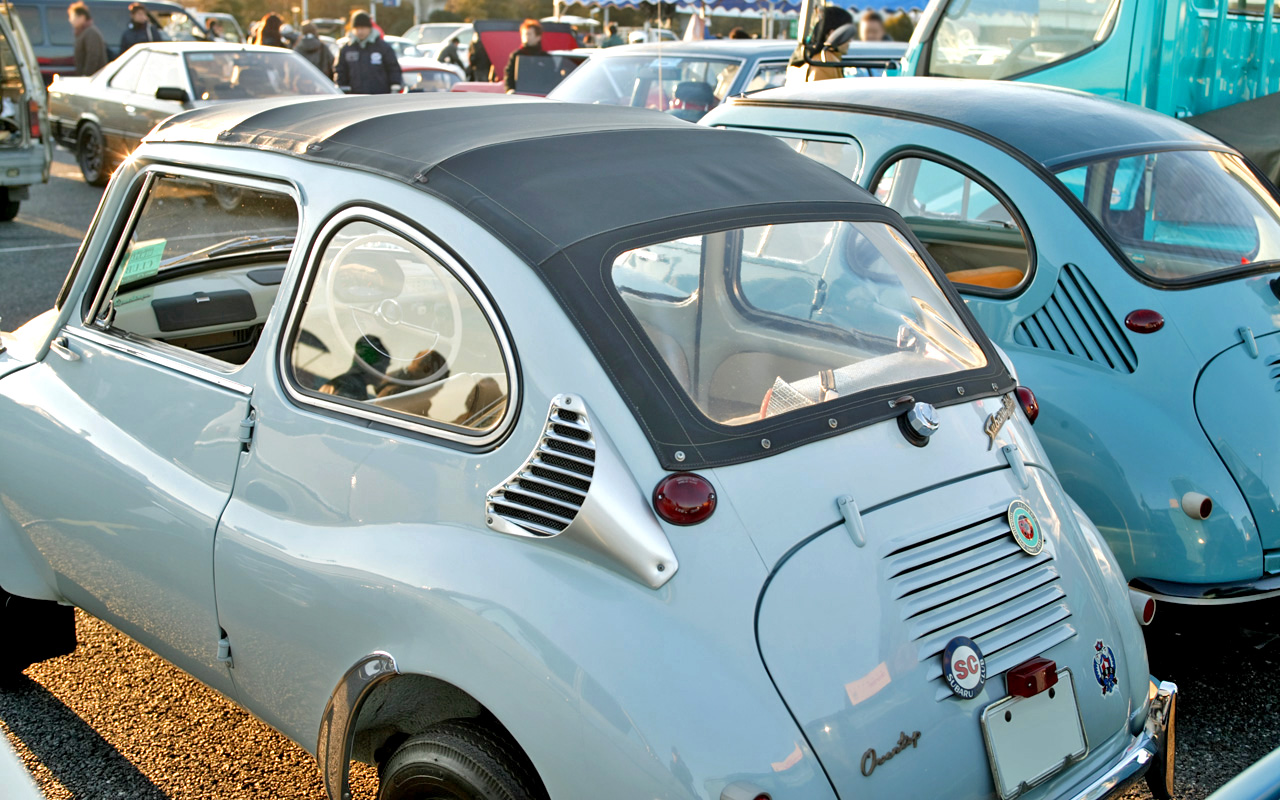
Subaru 360 Convertible

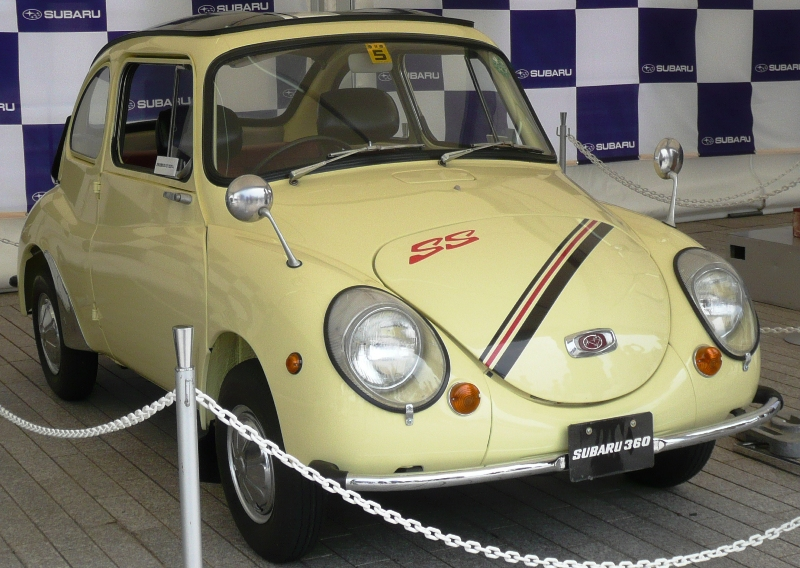
Subaru 360 Young SS

Lancée en version 2 portes en 1958, la 360 a bénéficié d'une variante découvrable avec un toit ouvrant comprenant l'ouverture de la lunette arrière (comme sur une Fiat 500C). Cette 360, très rare, n'est restée au catalogue qu'en 1959 et 1960.
À partir de 1963 et jusqu'à la fin de la carrière de la 360 est proposé un petit break à trois portes, appelé Custom. Il affiche la même longueur que la 2 portes, en restant juste sous les 3 mètres, mais offre un volume de coffre supérieur grâce à sa partie arrière verticale.